# Ptisana
Ptisana é um género de pteridófitos pertencente à família Marattiaceae que agrupa cerca de 20 espécies validamente descritas.

## Taxonomia
O género foi descrito por Andrew Gabriel Murdock e publicado em Taxon 57(3): 744. 2008, tendo como espécie tipo Marattia alata Sw..
O género Ptisana inclui as seguintes espécies:
- Ptisana attenuata
- Ptisana costulisora
- Ptisana fraxinea
- Ptisana grandifolia
- Ptisana howeana
- Ptisana kingii
- Ptisana koordersii
- Ptisana melanesica
- Ptisana novoguineensis
- Ptisana obesa
- Ptisana oreades
- Ptisana pellucida
- Ptisana platybasis
- Ptisana purpurascens
- Ptisana rigida
- Ptisana rolandi-principis
- Ptisana salicina
- Ptisana sambucina
- Ptisana smithii
- Ptisana squamosa
- Ptisana sylvatica
- Ptisana ternatea